# GS Group
GS Group er et sydkoreansk virksomhedskonglomerat (Chaebol). GS består holdingselskabet GS Group, datterselskaber og associerede selskaber indenfor energi, detailhandel, konstruktion og sport. Datterselskaber og associerede selskaber inkluderer GS Caltex, GS Retail, GS Shop, GS EPS, GS Global, GS Sports og GS E&C med flere.

## Historie
GS Holdings Corp. blev 'fraspaltet' LG Corp. 1. juli 2004 og har siden fungeret som et holdingselskab. I december 2005 overtog virksomheden 70 % af aktierne i GS EPS Co., Ltd. (tidligere LG Energy Co., Ltd.) fra GS E&C Corporation og LG International Corp.
Koo-familien bibeholdt kontrollen over LG Group, mens Heo-familien formede GS Holdings. Dagligvarebutikker og andre detailvirksomheder som tidligere opererede under LGs logo skiftede til "GS"logoet, der ligesom LG kommer fra det gamle navn "Lucky Goldstar".